# Stade du Moustoir
Das Stade du Moustoir – Yves-Allainmat (kurz: Stade du Moustoir) ist ein Fußballstadion in der französischen Hafenstadt Lorient, Département Morbihan, in der Bretagne. Es ist die Heimspielstätte des Fußballvereins FC Lorient. Die Anlage ist nahe dem Stadtzentrum gelegen. Die Eröffnung fand im August 1959 statt.

## Geschichte
Das Stade du Moustoir hatte früher eine Kapazität von 15.870 Plätzen. Zu Ehren des 1993 verstorbenen französischen Politikers und langjährigen Bürgermeisters von Lorient, Yves Allainmat, benannte man das Stadion Stade du Moustoir – Yves-Allainmat. Zum Aufstieg des FC Lorient in die erste Liga 1998 wurde die Spielstätte renoviert. Im Januar 2009 begann man mit dem Bau einer neuen Südtribüne, die im folgenden Jahr freigegeben wurde. Nun stehen insgesamt 18.500 Plätze, davon 18.110 Sitzplätze zur Verfügung; außerdem enthält der Neubau einen Veranstaltungssaal für rund 500 Personen. Vor Saisonbeginn 2010/11 wurde ein Kunstrasen verlegt, womit Lorient gemeinsam mit Nancys Stade Marcel-Picot eine Premiere im französischen Ligafußball einläutet. Heute wird auf einem Hybridrasen gespielt.
Der Zuschauerrekord mit 17.395 Besuchern datiert vom 27. April 2013 aus dem Spiel FC Lorient gegen Olympique Marseille (0:1).
Das Stadion wird auch für Großveranstaltungen beim jährlichen Festival Interceltique sowie für einzelne Konzerte genutzt.
Im Juli 2023 erhielt das französische Architekturbüro Chaix & Morel et associeés den Auftrag zur Renovierung des Stade du Moustoir – Yves-Allainmat. Für 41,27 Mio. Euro sollen die Arbeiten in drei Phasen bis 2028 durchgeführt werden.